# Madonna na szerokim tronie
Madonna na szerokim tronie (niem. Madonna auf breitem Thronsitz) – gotycka rzeźba przedstawiająca Maryję z Dzieciątkiem. Miejsce jej powstania nie jest znane. Obecnie znajduje się w Kolonii w zbiorach Muzeum Alexandra Schnütgena poświęconych plastyce średniowiecznej.
Jest to rzeźba wykonana z reńskiego drewna dębowego o szerokości 46 cm, wysokości 61,5 cm, oraz głębokości 20 cm. Powierzchnia rzeźby pokryta jest polichromią. Jest to rzeźba półplastyczna – od płaskiej strony tylnej widać kwadratowe wgłębienie prawdopodobnie stanowiące repozytorium na relikwie. Służy do oglądania od strony przedniej, przy czym Madonna z Dzieciątkiem sprawia wrażenie figury pełnoplastycznej. Siedząca na tronie Maryja podtrzymuje ręką stojące na lewym kolanie Dzieciątko Jezus, które wyciąga dłonie ku jabłku. Uwagę zwraca skomplikowana relacja wzrokowa między obiema postaciami. Dzieciątko kieruje swój wzrok nie na owoc ani nie prosto w oczy Marii lecz w niebo. Maryja kieruje swój wzrok delikatnie ku Jezusowi. Obie postaci więc patrzą w dal, początkowo sprawiają wrażenie, iż zachodzi między nimi relacja wzrokowa. Upozowanie jest także dynamiczne - nie jest to już Sedes Sapientiae gdzie Maryja z Jezusem zwracają się na wprost. Matka Boża siedzi na tronie en trois quartes, podobną pozę przybiera Jezus. Układ fałdów szat ożywia ruch i dynamikę dzieła. 
Od strony treściowej i symbolicznej jest to ilustracja ówczesnego ideału Marii z Dzieciątkiem. Niekonwencjonalną cechą przedstawienia jest ukazanie Jezusa w okresie późnego dzieciństwa o czym świadczy stojąca poza Zbawiciela, który z pełną świadomością sięga po owoc jabłoni. Jabłko symbolizuje tu przezwyciężenie zła, zbawienie od grzechu, w konsekwencji trzymająca ten owoc Maryja jest nową Ewą. Przez tę treść zostało uwzględnione proroctwo Męki Pańskiej. 
Datowana na rok około 1270 rzeźba została wykonana w Kolonii, jednakże obecny stan dzieła jest owocem przeróbki w XIV wieku, gdy wymieniono polichromię i wykonano nowy tron. Ponadto w celu umieszczenia jej na ołtarzowym retabulum część tylna została obcięta. Dzieło to zalicza się w powszechnej w okresie gotyku kategorii przedstawień dewocyjnych. 